# 戈爾博韋 (埃米利奇涅區)
50°53′38″N 27°55′4″E / 50.89389°N 27.91778°E
戈爾博韋（烏克蘭語：Горбове），是烏克蘭北部的村莊，隸屬日托米爾州的茲維亞赫爾區。該村面積1.84平方公里，海拔高度200米，2001年人口487，人口密度每平方公里265.11人。